# یواس‌اس گلوریا دالتون (آی‌اکس-۷۰)
یواس‌اس گلوریا دالتون (آی‌اکس-۷۰) (به انگلیسی: USS Gloria Dalton (IX-70)) یک کشتی بود که طول آن ۸۷ فوت (۲۷ متر) بود. این کشتی در سال ۱۹۴۲ ساخته شد.